# 밀양 사명대사 생가지
밀양 사명대사 생가지(密陽 四溟大師 生家址)는 대한민국 경상남도 밀양시 무안면 고라리에 있는, 조선 중기 고승 사명대사(1544∼1610)가 태어난 곳이다. 1992년 10월 21일 경상남도의 기념물 제116호 사명대사 생가지로 지정되었다가, 2018년 12월 20일 현재의 명칭으로 변경되었다.

## 개요
조선 중기 고승 사명당(1544∼1610)이 태어난 곳이다.
경상남도 밀양 출신으로 속명은 응규이며 호가 사명당이다. 중종 30년 풍천 임씨 집안에서 태어나 13세에 출가하여 직지사 신묵의 제자가 되었다. 금강산에 들어가 수도하던 중 선조 25년(1592)에 임진왜란이 일어나자, 의승병을 모아 의병장으로서 활약하였다. 1593년 명나라 구원군이 주축이 되었던 평양성 탈환 전투에 참가하여 공을 세웠다. 선조는 그의 공을 크게 인정하여 가선대부동지중추부사의 벼슬을 내렸으며 일본과 강화를 위한 사신으로 임명하기도 했다. 그 뒤, 병을 얻어 해인사에서 요양하다가 광해군 2년(1610) 설법을 마치고 세상을 떴다. 저서로 『사명당대사집』7권과 『분충서난록』1권 등이 있다.
사명당은 어린 시절을 여기서 보냈으며 많은 일화가 전해오고 있다. 그동안 고라리 399번지와 400번지를 두고 어느 곳이 그의 생가터였는지 정확하게 밝히지 못했다. 전문가들의 조사결과 399번지를 그의 생가터로 추정하고 있는데, 399번지 일대의 지표조사 결과 기와 파편과 생활용품의 파편 등을 발견하였고, 건축물과 담장이 있었던 흔적을 찾았기 때문이다. 그 밖에도 사명당의 어릴 때의 생활을 기록한 것을 참고하면 집 가까이에 연못이 있을 가능성이 높아 고라리 399번지로 추정하는데 그다지 무리가 없는 것으로 보인다. 또한 사명당이 이따금씩 고향으로 돌아올 때 쉬었다는 바위가 아직 그대로 남아 있어, 그의 발자취를 엿볼 수 있고 그의 생을 음미해 볼 수 있는 곳이다.

## 같이 보기
- 사명대사

## 참고 자료
- 사명대사생가지 - 국가유산청 국가유산포털